# محمد الحجي
محمد الحجي (5 مارس 1973 -)، ممثل سوري مقيم في السعودية.

## عنه
بعد إكماله مرحلة التعليم الأولي حاز على شهادة بكالوريوس صحافة وعلاقات عامة من جامعة الإمام محمد بن سعود الإسلامية في الرياض، وله العديد من المشاركات في الأعمال الدرامية السعودية خصوصا مع الممثل محمد قاسم، وكذلك الأعمال الخليجية بعد تقديمه بطولة مسلسل نعم ولا للكاتبة وداد الكواري مع الممثل عبد العزيز جاسم في عام 2007.

## أعماله

### من المسلسلات
- الزمن دوار
- بابا فرحان
- خيوط القربى
- لينه
- أمثال ولكن
- البيت الكبير
- عفوا أبي
- قلوب خرساء
- خلف خلاف
- حكايات على جدران الزمن
- إلى من يهمه الأمر
- عد واغلط
- قلوب من ورق
- مرزوق المحظوظ
- عائليات
- دروب الحنه
- الثعلب السجين
- المال والعيال
- الغروب الأخير
- فرط الرمان
- بعد الشتات
- دولاب الزمن
- نهاية الطريق
- نعم ولا
- ظل الياسمين
- الصراع
- أسوار
- الساكنات في قلوبنا
- الخادمه
- أنا اسف
- نساء من زجاج
- كلام الناس (جزئين)
- أهل البلد
- السلطانة
- الشعور القاتل
- سواق وشغالة
- عندما يزهر الخريف 1
- عندما يزهر الخريف 2
- البيت الكبير
- ظل الحلم
- من أجلها
- سناب شاف
- حب الطبيبين
- شير شات
- سوق الدماء
- العاصوف 2
- الميراث
- رشاش
- العاصوف 3
- اربعيني في العشرين
- 60 يوم
- 15 ثانية

### الأداء الصوتي
- مسلسل الكوري أيام الزهور (شخصية جواد).

## روابط خارجية
- محمد الحجي على موقع قاعدة بيانات الأفلام العربية